# كاثرين ماكليود
كاثرين ماكليود (بالإنجليزية: Catherine McLeod)‏ هي ممثلة أمريكية، ولدت في 2 يوليو 1921 في سانتا مونيكا في الولايات المتحدة، وتوفيت في 11 مايو 1997 في لوس أنجلوس في الولايات المتحدة.

## أعمال

### أفلام
- أحمر الشفاه
- فتيات هارفي

## وصلات خارجية
- كاثرين ماكليود على موقع IMDb (الإنجليزية)
- كاثرين ماكليود على موقع إن إن دي بي (الإنجليزية)
- كاثرين ماكليود على موقع قاعدة بيانات الفيلم (الإنجليزية)